# 泰萬島
泰萬島（俄语：Тайвань，或稱）為俄羅斯新西伯利亚州新西伯利亞水庫（鄂畢河）上的一座無人島。此島嶼由於興建新西伯利亞水力發電廠而形成。樺木覆蓋整座島嶼形成了樺木林。
在夏季時，漁民和遊客經常會利用船隻來參訪此座島嶼；而在冬季時，由於水庫中的水已結成冰，故藉由步行來參訪此座島嶼。赫列諾維島係水庫上的另座島嶼，鄰近泰萬島，該島附近沉沒著因興建新西伯利亞水庫大壩而被淹沒的舊別爾茨克遺址。
該島嶼海岸線附近沉沒著數座混凝土結構，如船隻航行至此很可能造成擱淺事故。

## 景點

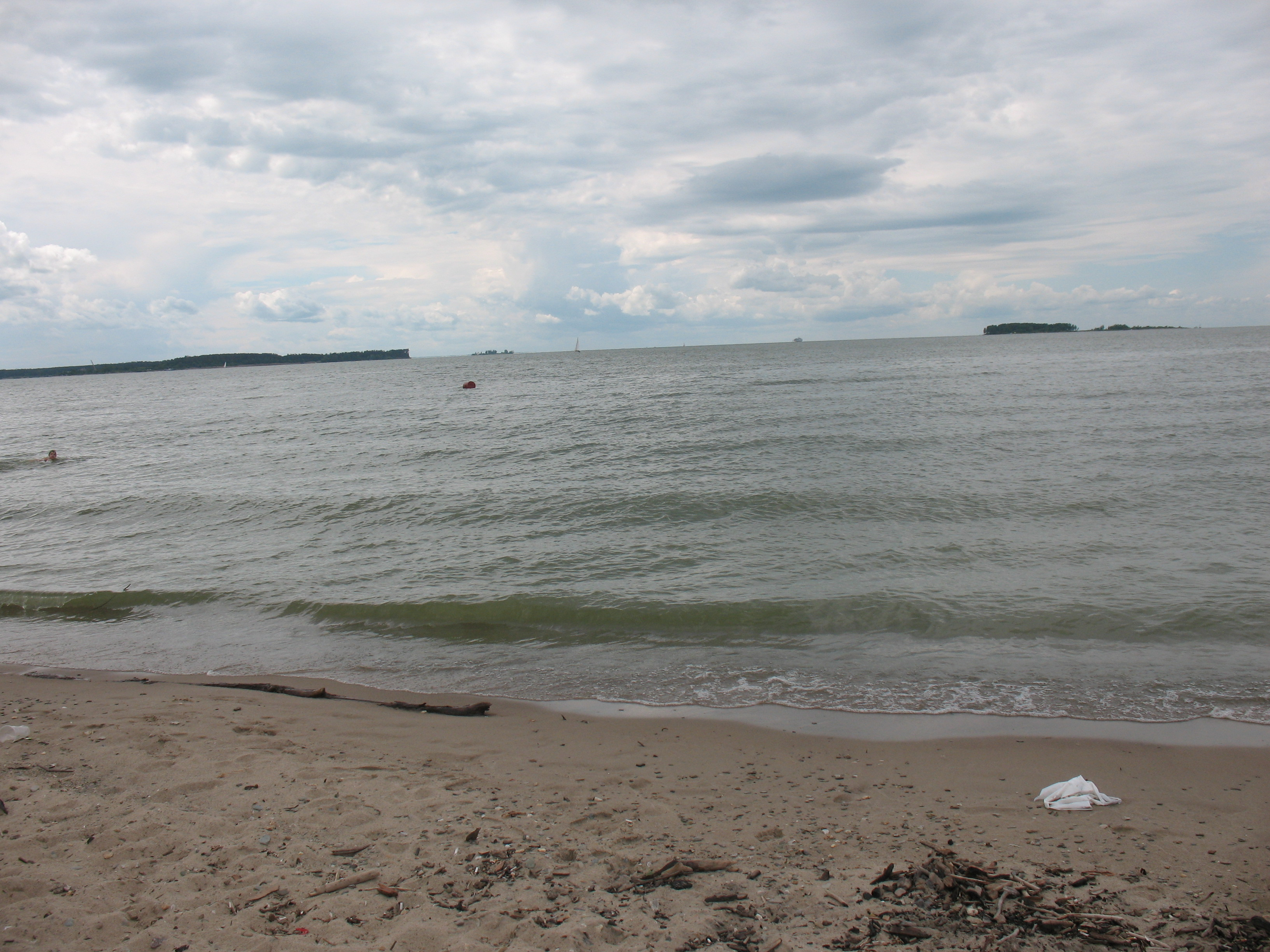
照片中右後方的島嶼即是泰萬島

島上可見一些已廢棄的公路路面，該公路在大壩興建前曾是連結新西伯利亚的公路。

## 外部連結
- Прогулки. Остров Тань-Вань
- М. М. Лаврентьев, Ф. И. Матвеенков, М. Г. Слинько, М. А. Лаврентьев на острове «Тайвань», что на Обском море. Фото （页面存档备份，存于）